# Spezi (Getränk)

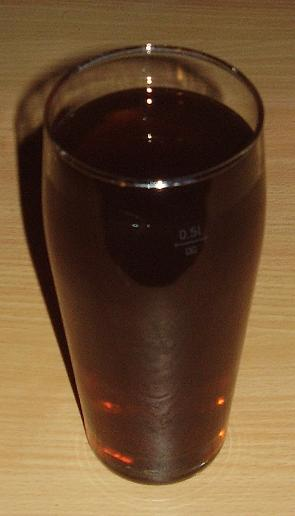
Spezi im Trinkglas

Spezi ist der Markenname eines koffeinhaltigen Erfrischungsgetränks, eines Mischgetränks aus Cola und Orangenlimonade. „Spezi“ wird auch oft als Gattungsbegriff verwendet. Die Marke wurde 1956 durch das Brauhaus Riegele in Augsburg eingetragen und bezeichnete anfänglich ein Bier. Die registrierte Markennummer lautet 39401063/ 889780/ 1824994.

## Geschichte

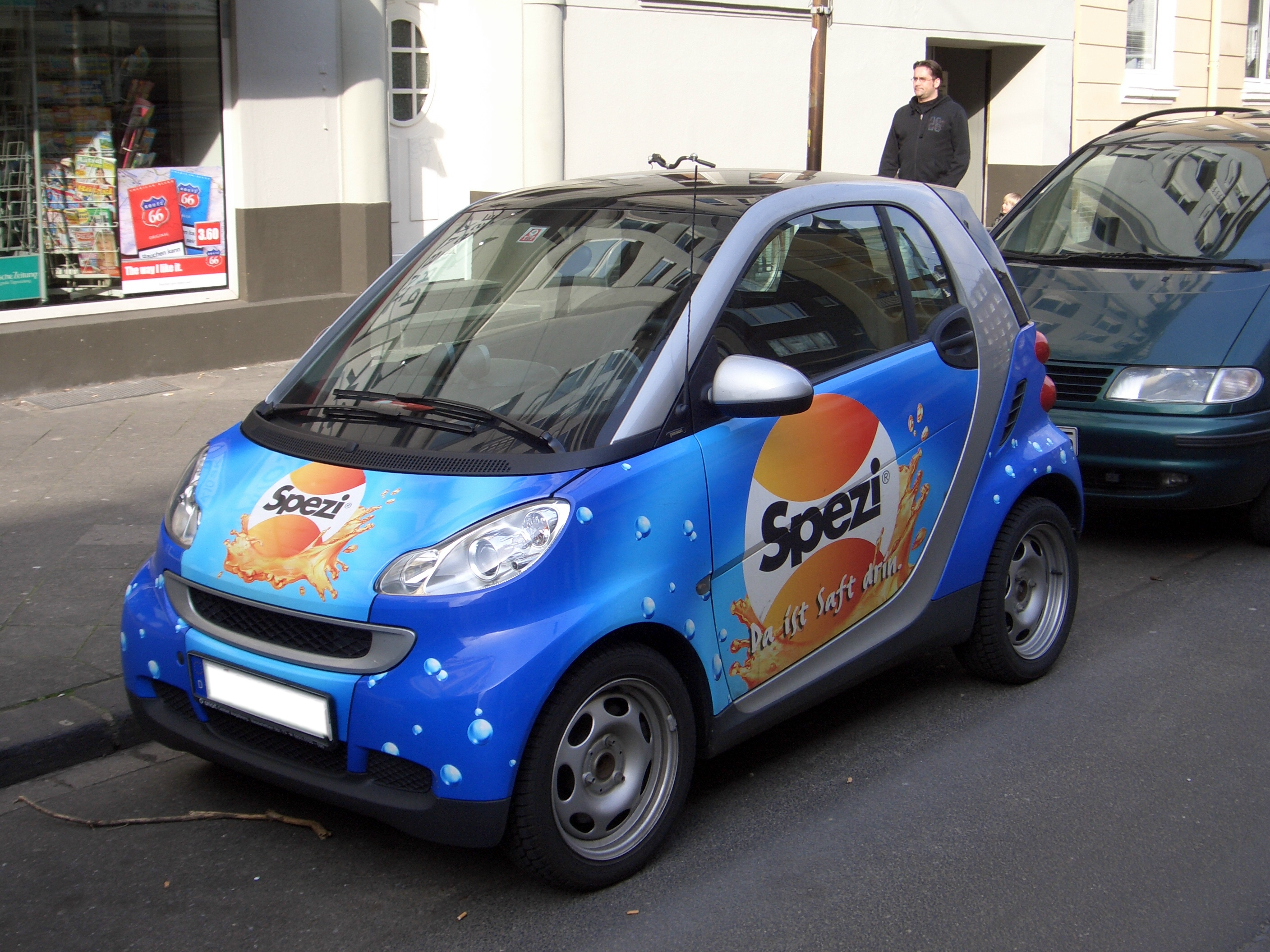
Logo der Riegele Spezi auf einem Smart Fortwo

Im Jahr 1965 wurde eine Spezialabfüllung KM (für „Kola-Misch“) als alkoholfreie Limonade abgefüllt, die heute noch bekannt ist.
In den 1970er Jahren konnte die Brauerei Riegele den Bedarf an dem Limonadengetränk nicht mehr decken und gründete 1977 mit Partnern den Spezi Markengetränke Verband, in dem kleine Brauereien eine Lizenz kaufen konnten, um Spezi für ihre Region zu produzieren. 1989 wurde erstmals Fernsehwerbung produziert und 1990 ein eigener blauer Getränkekasten eingeführt. Seit 2021 wird auch Spezi Klassik angeboten. Es hat die gleichen Zutaten und wird in der Euro-Flasche im orangen Retro-Getränkekasten angeboten. Besonderes Merkmal ist das „Spezi-Auge“ auf dem Kronkorken. Spezi ist auch in Einweg-Gebinden (PET-Flaschen, Dosen) erhältlich, den Vertrieb in diesem Segment hat die DrinkStar GmbH, eine Tochter von Symrise, inne.
2018 erwarb Almdudler die Marke für Österreich. 2022 erfolgte eine Veränderung der Rezeptur und des Designs.

## Hersteller

### Abfüller
Die lizenzierte Abfüllung erfolgt durch insgesamt sieben Brauereien des Spezi Markengetränkeverbands Deutschland e. V. mit Sitz in Augsburg.
- Hofbräuhaus Traunstein, Josef Sailer, Traunstein
- Müllerbräu GmbH & Co. KG, Pfaffenhofen an der Ilm
- Nordbräu Ingolstadt GmbH & Co. KG, Ingolstadt
- Brauerei S. Riegele, Riegele KG, Augsburg
- Privatbrauerei Schweiger GmbH & Co KG, Markt Schwaben (vertreibt auch Silenca Quelle)
- Hochstiftliches Brauhaus in Bayern & Co. KG, Motten
- Wildbräu Grafing GmbH, Grafing bei München

### Ehemalige Abfüller
- Glossner Bräu, Neumarkt in der Oberpfalz
- Landshuter Brauhaus,[9] Koller Fleischmann AG, Landshut
- Jahns Bräu, Ludwigsstadt

## Zutaten
Frühere Zutaten von Spezi waren Wasser, Zucker, Kohlensäure, Orangensaft (2,3 %), Zitronensaft (0,8 %), Farbstoff (Zuckerkulör), Säuerungsmittel (Phosphorsäure), kaltgepresstes Mandarinenöl, Orangenblütenextrakt, Koffein und natürliche Aromen sowie Johannisbrotkernmehl (Stabilisator).
Die Rezeptur wurde mehrfach geändert, inzwischen enthält Spezi weder Mandarinenöl noch Orangenblütenextrakt. Der Spezi von der Brauerei Riegele hat folgende Zutaten: Wasser, Zucker, Orangensaft aus Orangensaftkonzentrat (2,3 %), Zitronensaft aus Zitronensaftkonzentrat (0,8 %), Kohlensäure, Farbstoff E150d, Säuerungsmittel Phosphorsäure und Citronensäure, natürliches Aroma, Aroma Koffein, Citrusextrakt, Johannisbrotkernmehl (Stabilisator). Es hat einen Saftgehalt von 3,1 %. Alle Zutaten außer Wasser und Zucker werden als Konzentrat von der Brauerei Riegele hergestellt und an die jeweiligen Lizenznehmer geliefert.

## Weitere Spezi-Produkte
Neben Spezi Original Cola-Orange existieren Spezi zero und Spezi e:nergy (Energydrink).

## Paulaner Spezi

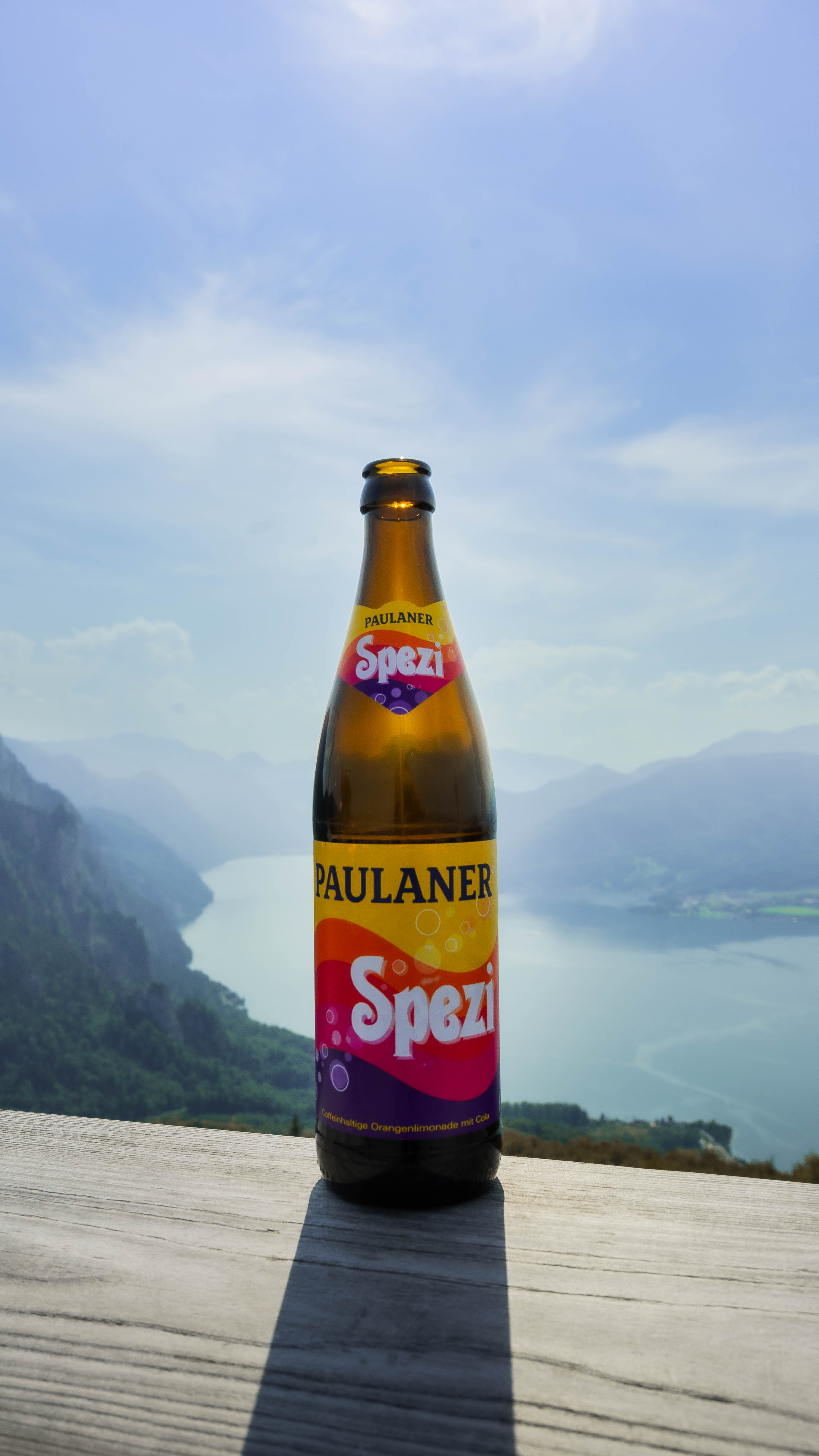
0,5l Paulaner Spezi

Der Münchner Brauerei-Konzern Paulaner stellt ein eigenes Colamischgetränk namens Paulaner Spezi her. Schon 1957 hatte sich die Brauerei Riegele den Begriff als Wortmarke schützen lassen, ebenso wie den Slogan „Ein Spezi muss dabei sein“. Die anteilig zu Heineken zugehörige Brauereigruppe hat durch eine einmalige Zahlung von 10.000 DM im Jahre 1974 vor Gründung des Verbandes eine vertragliche Vereinbarung über die Abfüllung und Nutzung des Namens „Spezi“ für eine eigene Cola-Mix-Variante mit der Brauerei Riegele getroffen. Auf der Flasche wird mit dem Kürzel Wz 705 093 auf das Warenzeichen der Brauerei Riegele verwiesen.
Nach erfolglosen Gesprächen um die Neuverhandlung einer Lizenzvereinbarung hat die Brauerei Riegele die vertragliche Vereinbarung im Jahr 2021 aufgekündigt. Hintergrund war die Beteiligung der Paulaner an den Markenschutz-Kosten. Daraufhin erhob Paulaner Klage gegen die Brauerei Riegele, die diese erwiderte.
Das Landgericht München I hat mit Urteil vom 11. Oktober 2022 festgestellt, dass die zwischen zwei Brauereien getroffene Koexistenz- und Abgrenzungsvereinbarung zur Berechtigung der Nutzung der Bezeichnung Paulaner Spezi aus dem Jahr 1974 fortbesteht. Damit darf die Brauerei Paulaner die Bezeichnung Paulaner Spezi ohne Lizenzvertrag weiter nutzen.
Wie es im schriftlichen Urteil der Kammer heißt, setzte Paulaner im Jahr 2022 gut eine Million Hektoliter „Spezi“ ab – mehr als von vielen Biermarken. Der Vertrag von 1974 sei kein Lizenzvertrag, sondern eine Koexistenz- und Abgrenzungsvereinbarung, entschied die Kammer damals. Ziel sei es gewesen, bestehende Streitigkeiten endgültig beizulegen. In der Folge habe Paulaner erhebliche Investitionen in den Aufbau der eigenen Marke getätigt.
Nun verteidigt Paulaner seine Marke nun auch offensiv mit juristischen Mitteln gegen neue Wettbewerber. Denn nach einer aktuellen Statistik der Lebensmittel-Zeitung ist Paulaner mittlerweile der zehntgrößte Hersteller alkoholfreier Erfrischungsgetränke in Deutschland. Allein von 2023 auf 2024 sei der Absatz demnach um 29 Prozent auf nunmehr zwei Millionen Hektoliter gestiegen.
Das Recht zur Verwendung der Marke  hat Paulaner gemäß der Vereinbarung allerdings nur in Deutschland. 2023 gab der Münchner Konzern bekannt, das Getränk auch auf den amerikanischen Markt bringen zu wollen. Im August 2023 beantragte Paulaner in den USA dazu den Schutz der Wortmarke Paulaner Sunset.

## Krombacher Spezi
Im November 2022 kündigte das Brauhaus Riegele eine Kooperation mit der Krombacher Brauerei an. Unter einer Riegele-Lizenz wird die Krombacher Spezi seit Mai 2023 für den deutschen Markt außerhalb von Augsburg produziert und vertrieben. Das Getränk soll größtenteils der Original-Rezeptur entsprechen, allerdings um eine fruchtige Note ergänzt werden. Das ursprünglich vorgestellte Design der Krombacher Spezi war stark an dem der Paulaner Spezi angelehnt, wurde jedoch zu Marktstart in ein individuelles geändert.

## Karlsberg Brauerlimo
Das Mischgetränk von Karlsberg heißt Brauerlimo. Gegen die Farbgestaltung des Etiketts klagte die Paulaner Brauerei erfolgreich vor dem Landgericht München I. Das Design habe zu große Ähnlichkeit mit der Fünf-Farben-Welle der Paulaner Spezi.

## Mio Mio Cola + Orange Mische
Das Mischgetränk von Berentzen heißt Mio Mio Cola + Orange Mische. Gegen die Farbgestaltung des Etiketts klagte die Paulaner Brauerei auch erfolgreich vor dem Landgericht München I. Das Design habe ebenfalls zu große Ähnlichkeit mit der Paulaner Spezi. Am 5. August 2025 entschied das Landgericht zugunsten von Paulaner und Berentzen muss infolgedessen das Design der Flaschen verändern und alle bereits produzierten Flaschen in seinem Besitz vernichten.

## Ähnliche Colamischgetränke
Etwa im selben Zeitraum kamen auch die Cola-Mix-Marken der heute größten Mitbewerber wie Schwip Schwap (1969) der PepsiCo, Inc. und Mezzo Mix (1973) von Coca-Cola auf den Markt. Beide sind heute umsatzstärker als das Original.
Im Jahr 2020 brachte die Lang-Bräu aus Schönbrunn ein neues Colamischgetränk unter dem Namen „Spatzi“ auf den Markt. Der Spezi-Rechteinhaber Riegele ging gegen die Bezeichnung juristisch vor. Die Lang-Bräu musste den Namen ändern. Ihr Colamischgetränk heißt seitdem „Lauser“.
Die Brauerei Schimpfle aus Gessertshausen produziert ein Colamischgetränk unter dem Namen „Bazi“ (bayerisch für Lausbub).
Cola-Mix-Getränke in der Art von Spezi sind fast ausschließlich in Deutschland und Österreich, aber auch in Finnland auf dem Markt. In der Schweiz gibt es nur wenige Anbieter (Mezzo Mix), in den meisten anderen Ländern sind sie eher unbekannt. Teilweise kamen vergleichbare Getränke in anderen Ländern vorübergehend als Geschmacksvarianten anderer Getränke auf den Markt, wie beispielsweise als Coca-Cola Orange in Großbritannien, als Fanta Mezzo und Tornado in den Niederlanden oder als Fanta FunMix in Japan.

## Andere Bedeutungen
In einigen Regionen Deutschlands wie dem Emsland wird unter Spezi auch ein Mischgetränk aus Cola und Kornbrand verstanden. Die gleiche Mischung wird weiterhin auch Coko (für Cola Korn) und in Teilen des Emslandes auch Varo-Libre in Anlehnung an den Longdrink Cuba Libre genannt. In Bamberg versteht man unter dem Begriff Spezi häufig das Rauchbier der Brauerei Spezial. In der Schweiz wird unter dem Namen Spezli (Verniedlichung von Spezial) Bier nach Pilsner Brauart vertrieben.

## Andere Bezeichnungen
Getränke aus Cola mit Orangenlimonade werden regional auch Gwasch (in der Oberpfalz), Cola-Mix, Mexi bzw. Mexikaner, Fernsehwasser (im Raum Sulzbach-Rosenberg  in den 1970er Jahren), Kalter Kaffee, Moorwasser, Altrhein-Schoppen oder Diesel genannt, wobei diese Bezeichnungen teilweise auch für Mischgetränke aus Cola und Bier oder Wein verwendet werden (vgl. auch regionale Küchenbegriffe). Die Bezeichnung Cola-Mix wird von diversen Discountern benutzt.